# Siemens M65
Siemens M65 — мобильный телефон фирмы Siemens 2004 года выпуска.

## Описание
Основной особенностью телефона является защищённый корпус. Также в аппарате присутствовали два светодиода, пришедшие из Siemens M55, но за защитными вставками корпуса их было плохо видно. В следующей модели с индексом «М» Siemens M75 было устранено большинство недостатков M65, а также был создан более универсальный дизайн.
Телефон стандартно выпускался в двух цветовых исполнениях — серо-оранжевом (классическое) и чёрно-белом (см. фото ниже). Серым (чёрным) был корпус, а оражневым (белым) — прокладки между стыками корпуса, замо́к задней крышки, кольцо объектива камеры и резиновые заглушки: заглушка гнезда зарядного устройства и совмещённая заглушка для антенны и камеры. Один конец этой заглушки вставлялся в отверстие антенны, а второй надевался на объектив камеры. В этом случае кольцо объектива необходимо было снимать. К сожалению, данные мелкие детали достаточно часто и легко теряются.
В 2005 году компания Siemens выпустила телефон в еще одном варианте расцветки — красный с голубой подсветкой. Телефон получил название Rescue Edition и был предназначен для работников служб спасения.
У телефона существует уникальный аксессуар, Bike-o-Meter IBS-600, крепится на руль велосипеда и превращает телефон в велокомпьютер. Для активации нужно запустить предустановленное приложение.

## Характеристики

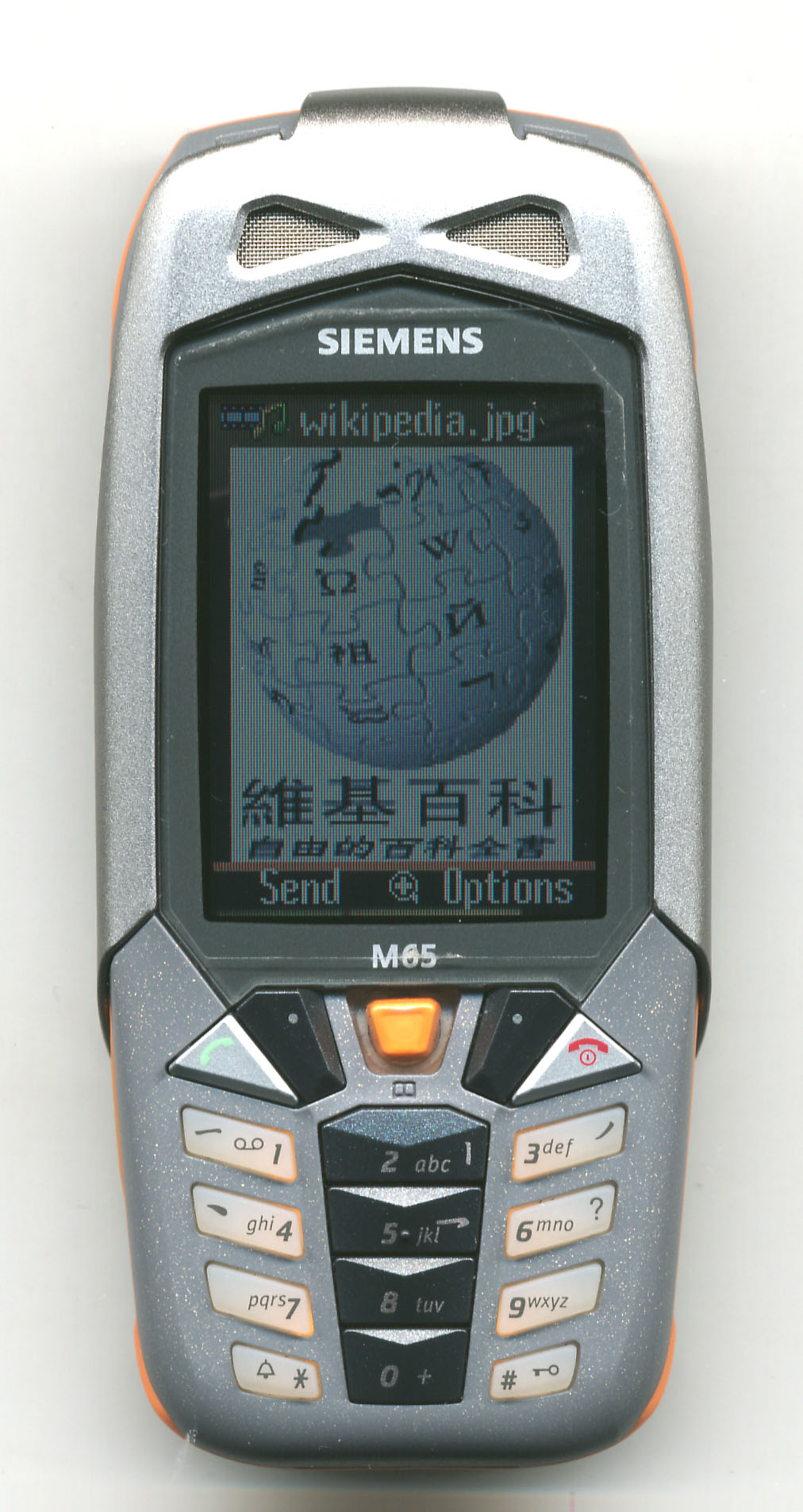
Siemens M65 в серо-оранжевом цветовом исполнении

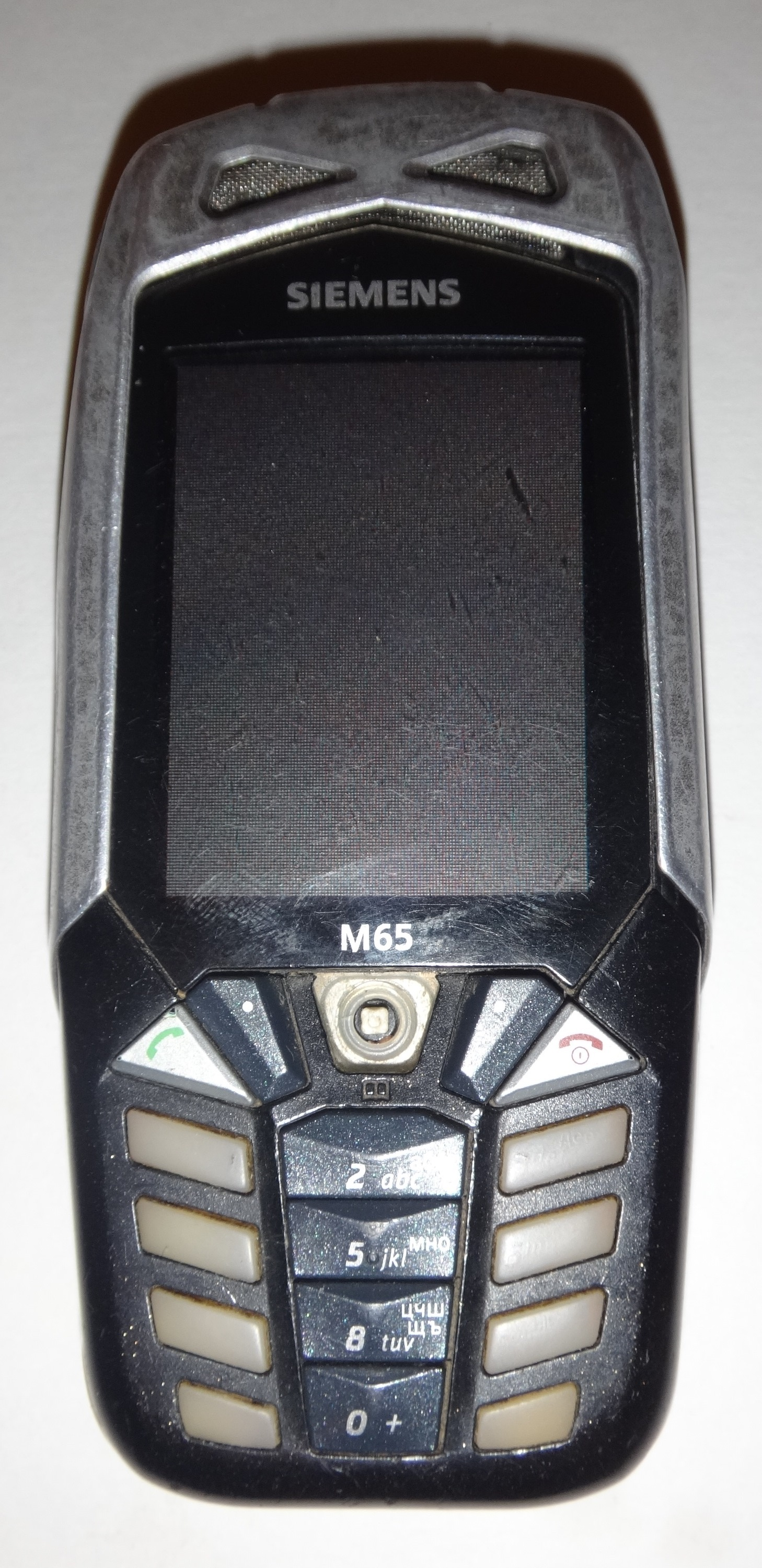
Siemens M65 в чёрно-белом цветовом исполнении

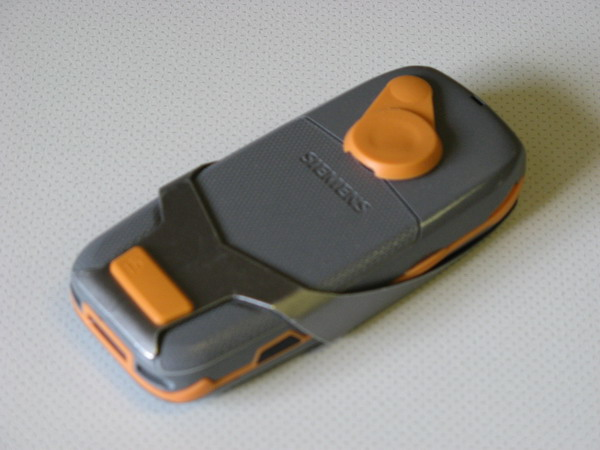
Задняя часть телефона. Снизу расположен пластиковый замо́к задней крышки, сверху — резиновая совмещённая заглушка антенны и камеры

| Общие характеристики                        | Общие характеристики                                                                   |
| ------------------------------------------- | -------------------------------------------------------------------------------------- |
| Диапазоны частот                            | GSM 900, GSM 1800, GSM 1900                                                            |
| Тип корпуса                                 | классический                                                                           |
| Конструкция                                 | противоударный, защищен от влаги и пыли (защиты от воды нет), джойстик                 |
| Антенна                                     | встроенная                                                                             |
| Вес                                         | 104 г                                                                                  |
| Размеры                                     | 109x49x19 мм                                                                           |
| Звонки                                      |                                                                                        |
| Тип мелодий                                 | 40-голосная полифония                                                                  |
| Виброзвонок                                 | есть                                                                                   |
| Связь                                       |                                                                                        |
| Интерфейсы                                  | IRDA, USB                                                                              |
| Доступ в интернет                           | WAP 2.0, GPRS, POP/SMTP-клиент                                                         |
| Модем                                       | есть                                                                                   |
| Синхронизация с компьютером                 | есть                                                                                   |
| Сообщения                                   |                                                                                        |
| Дополнительные функции SMS                  | ввод текста со словарём, шаблоны сообщений, отправка SMS нескольким адресатам          |
| MMS                                         | есть                                                                                   |
| Другие функции                              |                                                                                        |
| Громкая связь (встроенный динамик)          | есть                                                                                   |
| Автодозвон                                  | есть                                                                                   |
| Звуковая индикация времени разговора        | есть                                                                                   |
| Режимы кодирования звука HR, FR, EFR        | есть                                                                                   |
| Экран                                       |                                                                                        |
| Тип экрана                                  | цветной TFT-экран, 65536 цветов                                                        |
| Разрешение                                  | 132x176 пикс. (9 строк)                                                                |
| Русификация                                 | есть                                                                                   |
| Индикация                                   | стоимости разговора, времени разговора                                                 |
| Мультимедийные возможности                  |                                                                                        |
| Встроенная фотокамера                       | 640x480, цифровой Zoom 3x                                                              |
| Запись видеороликов                         | есть                                                                                   |
| Диктофон                                    | есть                                                                                   |
| Игры                                        | есть                                                                                   |
| Java-приложения                             | есть                                                                                   |
| Объём встроенной памяти                     | 11 МБ                                                                                  |
| Питание                                     |                                                                                        |
| Тип аккумулятора                            | Li-Ion                                                                                 |
| Ёмкость аккумулятора                        | 750 мАч                                                                                |
| Время разговора                             | 5:30 ч: мин                                                                            |
| Время ожидания                              | 300:00 ч: мин                                                                          |
| Время заряда                                | 2:00 ч: мин                                                                            |
| Записная книжка и органайзер                |                                                                                        |
| Записная книжка в аппарате                  | 1000 номеров                                                                           |
| Поиск по книжке                             | есть                                                                                   |
| Обмен между SIM-картой и внутренней памятью | есть                                                                                   |
| Органайзер                                  | будильник, калькулятор, планировщик задач                                              |
| Дополнительная информация                   |                                                                                        |
| Комплектация                                | телефон, аккумулятор, сетевое з/у, комплект резиновых заглушек, экзоскелет, инструкция |
| Особенности                                 | противоударный корпус                                                                  |